# Brzo emisijsko područje niske ionizacije
Brzo emisijsko područje niske ionizacije (hrvatski za eng. Fast Low-Ionization Emission Region, kratica FLIER) je ime za nakupine plina niske ionizacije (plazme) blizu simetrijske osovine brojnih planetnih maglica. Crvene su boje. Obično iskaču iz planetnih maglica, oblaka izbačene tvari poput suncolikih starih zvijezda u procesu umiranja i eksplodiranja pri iznimno velikim brinama. U Treptajućoj maglici (NGC 6826) je skup FLIER-a koji vodoravno ištrcavaju iz maglice. Brzine ispuha su značajno više od maglice u kojoj su smješteni i ionizacija im je znatno niža. Veće brzine FLIER-a daju mjesta tezi da su mnogo mlađi od roditeljske maglice, a niska ioniziranost pokazuje da ultraljubičasto zračenje koje ionizira plin oko njih ne prodire u FLIER-e.
Do danas ni jedan model zvjezdane ni maglične evolucije nije objasnio FLIER-e.